# ريتشارد شينكمن
ريتشارد شينكمن (بالإنجليزية: Richard Schenkman)‏ (و. 1958  م) هو مخرج أفلام، وكاتب سيناريو، ومنتج أفلام، وممثل أمريكي، ولد في نيويورك.

## وصلات خارجية
- ريتشارد شينكمن على موقع IMDb (الإنجليزية)
- ريتشارد شينكمن على موقع روتن توميتوز (الإنجليزية)
- ريتشارد شينكمن على موقع ألو سيني (الفرنسية)
- ريتشارد شينكمن على موقع ألو سيني (الفرنسية)
- ريتشارد شينكمن على موقع ميوزك برينز (الإنجليزية)
- ريتشارد شينكمن على موقع أول موفي (الإنجليزية)
- ريتشارد شينكمن على موقع قاعدة بيانات برودواي على الإنترنت (الإنجليزية)
- ريتشارد شينكمن على موقع قاعدة بيانات الأفلام السويدية (السويدية)
- ريتشارد شينكمن على موقع ديسكوغز (الإنجليزية)
- ريتشارد شينكمن على موقع قاعدة بيانات الفيلم (الإنجليزية)
- ريتشارد شينكمن على موقع قاعدة بيانات الفيلم (الإنجليزية)